# Župnija Solkan
Župnija Solkan je rimskokatoliška teritorialna župnija dekanije Nova Gorica škofije Koper.

## Sakralni objekti
- cerkev sv. Štefana, Solkan - župnijska cerkev
- bazilika Svetogorske Matere Božje na Sveti Gori